# Xã Center, Quận Hancock, Indiana
Xã Center (tiếng Anh: Center Township) là một xã thuộc quận Hancock, tiểu bang Indiana, Hoa Kỳ. Năm 2010, dân số của xã này là 25.819 người.